# Hungaroton
Hungaroton est un label discographique hongrois de musique classique et populaire, en particulier de compositeurs et artistes hongrois, basé dans le 7e arrondissement de Budapest.

## Histoire
Hungaroton est fondé par l'État hongrois dans le but de promouvoir sa culture musicale, dans le même esprit que Supraphon en Tchécoslovaquie ou Electrecord en Roumanie. La marque Qualiton est créée d'abord ; puis dans les années 1960, Qualiton fut réservée pour les publications de musiques populaires ou folkloriques hongroises, alors que les œuvres des compositeurs classiques furent publiées sous la marque Hungaroton.
Après 1990, l'entreprise est transformée en deux sociétés anonymes. À partir de 1992, la musique populaire est publiée par Hungaroton Gong, et la musique classique et folk ainsi que la littérature par Hungaroton Classic à partir de 1993. L'État « préserve » les archives en créant Hungaroton Music Rt. Cette société a été privatisée en 1995 et l'acheteur a été le groupe Fotex. En 1998, les deux sociétés d'édition ont fusionné sous le nom de Hungaroton Records Record Publishing Ltd, qui est fusionné avec Fotexnet Ltd. le 1er janvier 2013, tout en conservant le nom de la marque.
Depuis sa fusion et sa réorganisation en Fotexnet en 2013, le label publie plus d'une centaine de nouveaux albums, qui ont remporté plusieurs prix internationaux. Le studio légendaire est en cours de rénovation et les ventes sont désormais disponibles en ligne via le Hungaroton Music Store et l'iTunes Store. De plus en plus d'enregistrements de l'âge d'or sont disponibles en téléchargement. La production et la distribution de CD, supports physiques, seront relancées après des années de stagnation, et le réseau international de partenaires et de présence du label sera reconstruit.
Le 16 mars 2021, le magasin de musique en ligne Hungaroton est fermé.